# バルトロメオ・クリストフォリ

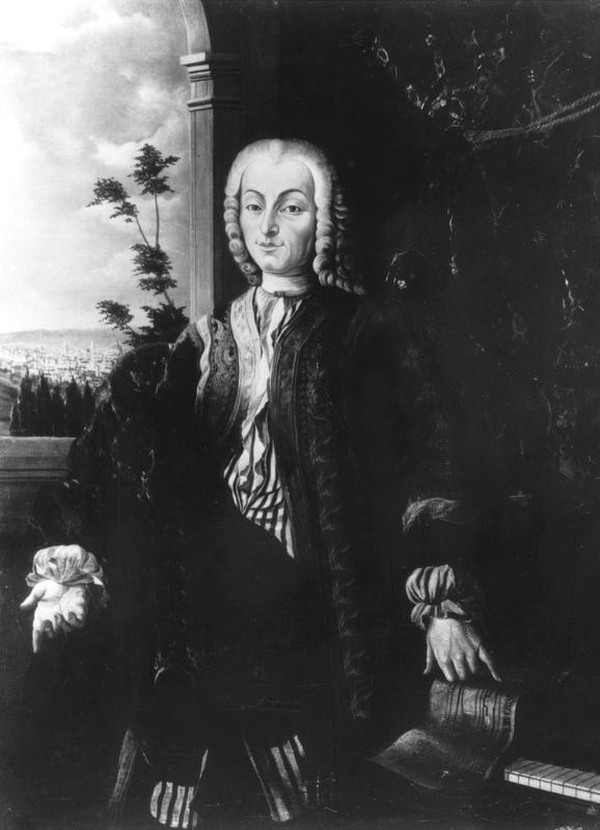
バルトロメオ・クリストフォリ

バルトロメオ・クリストフォリ・ディ・フランチェスコ（Bartolomeo Cristofori di Francesco、1655年5月4日、パドヴァ - 1732年1月27日、フィレンツェ）は、フィレンツェのメディチ家に仕えた楽器製作家。ピアノを発明した人物として知られる。

## 生涯
クリストフォリの生涯を伝える史料には、出生と死亡の記録、2通の遺言書、雇い主へ送った請求書、および、当時影響力のあった文筆家フランチェスコ・シピオーネ・マッフェイによる一本の取材が伝わる。マッフェイの記録は、取材のノートと公刊された雑誌記事が存在している。
クリストフォリはヴェネツィア共和国のパドヴァに生まれた。若い頃について伝わっていることはなにもない。著名なヴァイオリン製作家ニコロ・アマティの工房で見習いをしていたという話があり、これは1680年の国勢調査記録中に、クレモナのアマティの家に「クリストファロ・バルトロメイ」という人物が居住していたことが見えるのに基づいている。しかし、スチュワート・ポーレンズが指摘するように、このバルトロメイは13歳と記録されているのに対し、クリストフォリは洗礼記録によれば当時25歳であったはずであり、別人とするのが妥当である。ポーレンズは、クリストフォリ製作とされることのあるチェロとコントラバスの真贋についても疑義を呈している。
次にクリストフォリが記録に現れるのは、1688年、33歳の時のフェルディナンド・デ・メディチによる雇用であり、これはおそらくクリストフォリの生涯の中で最も大きな意味をもつ出来事であった。メディチ家最末期の トスカーナ大公コジモ3世の子であり相続者であったフェルディナンド大公子は音楽を愛し、強力なパトロンであった。
フェルディナンドがクリストフォリを雇った理由は伝わっていない。フェルディナンドは1688年にヴェネツィアを旅し、謝肉祭に参加しているところから、その帰途にパドヴァでクリストフォリに出会ったのかもしれない。フェルディナンドは当時、所有する多数の楽器を維持管理する技術者が没したため、新しい人材を探していた。しかしながら、フェルディナンドがクリストフォリを雇うに際しては、単に維持管理する技術者としてではなく、新しい楽器の開発者として考えていた可能性もあるようだ。後にクリストフォリが得た高名に鑑みるに、33歳のクリストフォリがすでにその発明の才を見せていたとしても驚くにはあたらない。
クリストフォリが開発者として雇われた状況証拠は次の通りである。ポーレンズによれば、当時のフィレンツェには、この地位を占めるだけの能力をもった人材が数多くいたにもかかわらず、フェルディナンドは彼らを雇わず、前任者よりも高給でクリストフォリを迎えた。更に、ポーレンズの指摘では、クリストフォリがメディチ家へ宛てた多数の請求書の中に、クリストフォリのピアノに関する記録が一切ないところから、クリストフォリは発明開発の成果をメディチ家へ手渡すことが求められていたのではないかと推測される。最後に、フェルディナンドは大変な機械好きで（さまざまな手の込んだ楽器だけでなく、40以上の時計を収集している）、クリストフォリの発明の要である、手の込んだアクション機構に関心をもったはずと考えられる。

マッフェイの取材記録には、クリストフォリが雇われた当時のフェルディナンドとの会話を語っている部分がある。
| 「 | che fu detto al Principe, che non volevo; rispos' egli il farò volere io. | 」 |

すなわち、「公には行きたくないと伝えた。彼は行きたくなるようにすると答えた」（ジュリアーナ・モンタナリの訳による）とあり、ここからはフェルディナンドがクリストフォリを特別な人材であると見なし、雇用を受け入れさせようと説得しようとしていたことがうかがえる。
クリストフォリは結局雇用を受け入れ、給料は一月あたり12スクーディであった。1688年5月には早くもフィレンツェに移り（雇用の面接は三月か四月であった）、トスカーナ大公国の管轄で家具、設備の備わった家を与えられ、仕事を開始した。フェルディナンドのために、楽器の調律、調整、輸送にあたり、さまざまな発明に取り組み、また古いチェンバロの修復もおこなった（この点についてはグラント・オブライエンに詳しい）。

当時、トスカーナ大公は約100人に上る職人を雇い、ウッフィッツィ美術館のガッレリーア・デイ・ラヴォーリで働かせていた。クリストフォリの当初の仕事場もこの一角にあったと考えられ、クリストフォリはこのことに不満を抱いていた。マッフェイの取材で
| 「 | che da principio durava fatica ad andare nello stanzone in questo strepito | 」 |

すなわち「あのような騒音に溢れた大きな部屋に入っていくのは辛かった」（モンタナリ訳）と述べている。
フェルディナンドがクリストフォリの不満にどのように応えたかに対しては、研究者の間に見解の相違がある。ポーレンズは、この経緯について、上記引用の “che da principio durava fatica ad andare nello stanzone in questo strepito; che fu detto al Principe, che non volevo; rispos' egli il farò volere io.” という同じ文に対して「最初はこのまわりが聞えないほどの騒音に溢れた大きな部屋の中にいることは、彼にはとても疲れることであった……彼は公にこのような状態は嫌だと伝えた。公は対処します、そのように望んでいます、と答えた」と解釈している。
このようにマッフェイの取材の全く同じ記述が、研究者によって大きく異なって解釈されている。いずれにせよ、そのうちにクリストフォリは専用の工房を手に入れ、通常は一人か二人のアシスタントとともにそこで働いた。

## 初期の楽器
ピアノに取りかかる以前、17世紀末までの間に、クリストフォリは2種類の鍵盤楽器を発明している。これらの楽器は1700年のフェルディナンド大公子の所蔵楽器目録に記録されている。ポーレンズはこの目録の作者はジョヴァンニ・フーガ (Giovanni Fuga) という宮廷音楽家であったと推定している（1716年の手紙に自分の手になると解釈できる記述が見える）。
イタリア語で「大きなスピネット」を意味する「スピネットーネ」は、大型で複数ストップを持つスピネットで、ディスポジションは 1 x 8', 1 x 4' であった。大半のスピネットは8フィート一本である。この楽器の開発は、劇場での公演に際し、狭く混みあうオーケストラピットに響きが大きく、複数ストップを持つ楽器を収めるためであったかもしれない。

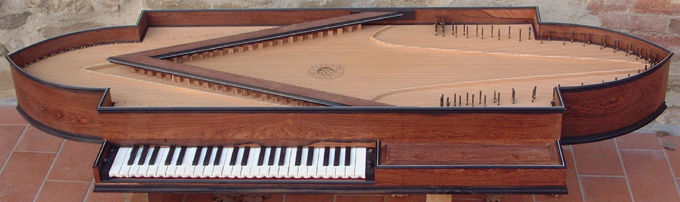
トニー・チネリーとカースティン・シュワーツによる1690年のオーバル・スピネット復元楽器

もう一つは、極めて独創的なオーバル・スピネットで、最も長い弦がケースの真ん中に位置する、一種のヴァージナルであった。1690年製作と1693年製作の二台が現存する。
クリストフォリは従来型の楽器も製作しており、同じ1700年の目録には、クラヴィツィテリウム1台と、2台の 2 x 8' の標準的なイタリアン・チェンバロが記録されている。2台のうちの1台は、エボニー製の変わったケースをもっている。

### ピアノの登場
クリストフォリが1698年にはピアノの製作にとりかかっていたことを示す記述が、メディチ家の宮廷音楽家、フランチェスコ・マヌッチ（Francesco Manucci）の日記に見えるという説が一時期語られていたが、現在ではこの史料の信憑性は疑われている（詳しくは Pollens 及び O'Brian を参照）。信頼できる最古の記録は、前述の1700年のメディチ家の目録となる。目録中、クリストフォリのピアノに関する項目は次のように始まっている。
| 「 | Un Arpicembalo di Bartolomeo Cristofori di nuova inventione, ch fa' il piano, e il forte, a' due registri principali unisoni, con fond di cipresso senza rosa... （強調引用者、「1台のアルピチェンバロ、バルトロメオ・クリストフォリによる新規発明品、優しく、また大きく響くもの、ユニゾンに調律した2レジスター、ローズ無しの杉板の響板……」） | 」 |

「アルピチェンバロ」という語は、文字通りには「ハープ・チェンバロ」の意となり、当時広く用いられていた語ではなかった。エドワード・グッドは、この「アルピチェンバロ」こそがクリストフォリが自分の楽器に与えた名前であったとしている。しかし、年月とともに、引用部太字部分が省略されて、現在用いられる「ピアノ」という語になっていった。
メディチ家目録はこの後も詳細にわたってこの楽器（現存せず）について記述しており、それによれば音域は C - C''' の4オクターヴであった。
最初期のピアノに言及しているほかの史料として、また別のメディチ家の宮廷音楽家、フェデリゴ・メッコリがジョゼッフォ・ツァルリーノの『和声論』 (Le Istitutioni harmoniche) の余白に記したメモがある。メッコリは次のように記している。
| 「 | これらの方法によって、 "Arpicimbalo del piano e forte" を演奏することができる。［この楽器は］もっとも高貴なるフェルディナンド・トスカーナ大公子殿下のチェンバロ製作家、パドヴァのバルトロメオ・クリストファニによって1700年に発明された。 | 」 |

マッフェイの雑誌記事によれば、1711年にはクリストフォリは3台のピアノを製作していた。1台はメディチ家からローマのオットボーニ枢機卿に贈られ、残りの2台はフィレンツェで売られた。

### 晩年
1713年、クリストフォリのパトロンであったフェルディナンド大公子が50歳にて没した。その後もクリストフォリは、コジモ3世の統治するメディチ家の宮廷に仕えたことが記録から明らかとなっている。特に、1716年の楽器コレクション目録には、 "Bartolommeo Cristofori Custode" のサインが見え、クリストフォリがコレクションの管理人（custode）の地位を得ていたことがうかがえる。
18世紀初頭、メディチ家は衰退し、メディチ家に雇われていた他の職人の多くと同様、クリストフォリも自身の楽器を売るようになった。購入者の中にはポルトガル王もいた。
1726年、現在知られている唯一のクリストフォリの肖像が描かれている。肖像の中で製作家は、ピアノらしき楽器の隣に誇らしげに立っており、左手にはクリストフォリのピアノ・アクションの図が描き込まれたと考えられている紙がみえる。不幸にもこの肖像画は第二次世界大戦で失われ、写真のみが現存する。
クリストフォリは没年近くまでピアノを製作し続け、改良を続けた。晩年にはジョヴァンニ・フェリーニが助手となった。フェリーニはその後、師の技術を受け継ぎ、著名な製作家として活躍する。真偽は不確かながら、他に P・ドメニコ・デル・メラという助手がおり、この人物が1739年に最初のアップライト・ピアノを製作したとも言われる。
最晩年、クリストフォリは2通の遺言を認めた。1通は1729年1月24日付けで、全ての工具をジョヴァンニ・フェリーニに譲るとしている。もう1通は同年3月23日付けで、前状の内容を大幅に変え、ほぼ全ての財産を「デル・メラ姉妹へ、病ですぐれない間に常に助けてくれたことへの報酬として、また慈善として」譲るとしている。後の遺言では、フェリーニにはわずか5スクーディのみを譲っている。ポーレンズによれば、遺言の他の部分から考えて、これは特にクリストフォリとフェリーニの間に不和があったということではなく、純粋にクリストフォリの道徳的義務感に基づく変更であった。
クリストフォリは1732年1月27日、76歳で没した。

## クリストフォリのピアノ

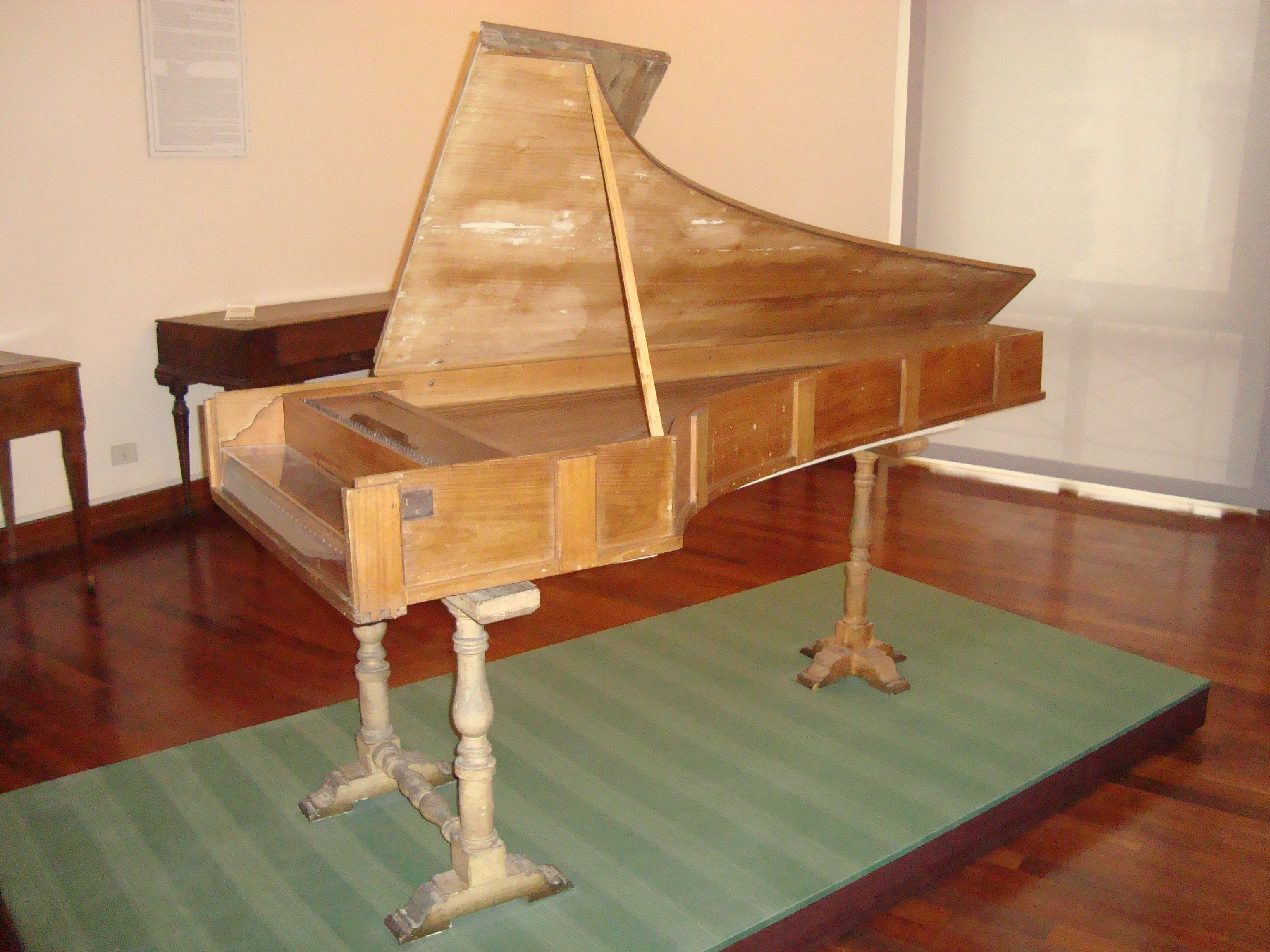
1722年製のピアノ（ローマ・イタリア国立楽器博物館）

クリストフォリが製作したピアノの全台数は不明である。今日現存するのは3台で、いずれも1720年代のものである。
- 1720年製作、ニューヨーク・メトロポリタン美術館所蔵。オリジナルの音域は FF,GG,AA-c³ （54鍵）。ケースは短く改造されており、響板は1938年の修復時のものである[6]。
- 1722年製作、ローマ・イタリア国立楽器博物館所蔵。4オクターヴの音域（C-c³）を持ち、「ウナ・コルダ」ストップを備える。
- 1726年製作、ライプツィヒ大学楽器博物館所蔵。4オクターヴの音域（C-c³）を持ち、「ウナ・コルダ」ストップを備える。

3台ともにほぼ同じラテン語の銘文をもつ。
| 「 | BARTHOLOMAEVS DE CHRISTOPHORIS PATAVINUS INVENTOR FACIEBAT FLORENTIAE ［日付］ | 」 |

日付部分はローマ数字で記される。内容は「パドヴァのバルトロメオ・クリストフォリ、製作家、フィレンツェにて［日付］に作る」といった意味である。
なお、1720年製のものを元にして1995年に河合楽器により製作されたレプリカが浜松市楽器博物館に所蔵されており、スタッフによる演奏を聴くことができる。

### 設計
クリストフォリの1726年のピアノは、現代のピアノが持っているほぼ全ての特徴をすでに備えている。しかしながら、現代のピアノに較べると極めて軽い設計で、これは特に金属フレームがないことによる。金属フレームがないために、大音量を得ることはできなかったが、金属フレームが用いられるのは、1820年頃に鉄の支柱が導入されて以降である。以下において、クリストフォリの楽器の設計を詳しく解説する。
アクション
ピアノのアクションは複雑な機構であり、ごく特殊な設計を必要とするが、そのほぼ全てがクリストフォリのアクションですでに実現されている。
まず、ピアノのアクションは、打鍵によってハンマー・ヘッドが弦の方向へ上がり続けないようにしなければならない。ハンマーが上がり続ければ、ハンマーは弦に触れ続けて響きを止めてしまう。クリストフォリのピアノでは、ハンマーはいきなり弦まで飛び上がるのではなく、てこの原理で弦との接触点から1〜2mmほどのところまで持ち上げられ、鍵から与えられる最後の刺激によって、その間を自由に動くようになっている。
次に、ピアノアクションは奏者の指の動きを増幅しなければならない。クリストフォリのアクションでは、「中間レバー」によって鍵の動きが8倍の大きさでハンマーに伝えられている。クリストフォリのてこ（レバー）を複数用いる設計は、限られた空間の中で必要なてこの力を得ることを可能としている。
第3に、ハンマーが、弦を打った後に限られた空間の中で上下に弾み続けて、不要に弦と再接触することを避けなければならない。クリストフォリのアクションでは2つの方法でこれが回避されている。中間レバーを、最高位に達した時に連結が解ける「ジャック」によって持ち上げることによって、クリストフォリのアクションでは、ハンマーが最初の打弦の直後に、鍵によって持ち上げられた位置よりも相当に低い位置に落ちるようになっている。これだけでも再打弦の危険はかなり回避されるが、クリストフォリ・アクションでは、これに加えて「チェック」（「バックチェック」とも）という機構が備わっている。チェックはハンマーを捉えて、奏者が鍵から手を離すまでの間、若干持ち上がった位置に保持しておくための機構で、これによって二重に再打弦が回避されている。
クリストフォリのアクションは複雑で製作が難しかったため、後の製作家たちには荷が重く、簡潔化が図られた。しかし、最終的にはクリストフォリの方法が生き残り、現代の標準的なピアノはもともとのクリストフォリのアクションを更に複雑にしたかたちとなっている。
ハンマー
クリストフォリの完成した段階のピアノにおいては、ハンマー・ヘッドは紙で作られ、環状のコイルに巻いて糊で止め、弦と接触する部分を細長い革片で覆ったものである。チェンバロ製作家で研究者でもあるデンツィル・レイトは、このようなハンマーは15世紀の紙製のオルガン管の技術に由来しているとしている。紙を使うことによってハンマーを柔らかくし、弦との接触面を広くとって、弦の低倍音の響きを豊かに得ることができた。後の18世紀のピアノでは、木のヘッドに柔らかい革をかぶせることで、また19世紀半ば以降には、木の芯に分厚い圧縮フェルトの層を重ねることで、同様に柔らかさを追求している。
ハンマーは、現代のピアノと同じく、高音部より低音部のものが大きい。
フレーム
クリストフォリのピアノは、響板を支えるフレーム材をベントサイドの内側に入れている。すなわち、響板の鍵盤から見て右側の端を固定している部材は、弦の張力を支える外部のケースと別れている。クリストフォリはチェンバロにもこの方法を用いている。響板を別材で支えていることは、響板に弦の張力がかからないようにするべきだというクリストフォリの思想を反映している。こうすることで響きを改善すると同時に、ゆがみを回避できる。チェンバロ製作家のカーシュティン・シュワルツとトニー・チネリーが指摘しているように、響板のゆがみが激しくなると、弦と響板の接触という構造的に重要な部分に大きな問題が起こる。クリストフォリのこの方法は、現代のピアノに至るまで用いられており、現代のピアノにかかる超大な張力（20トンに及ぶ）は、響板とは別の鉄のフレームによって支えられている。
インバーテッド・レストプランク
現存するクリストフォリのピアノのうち、2台には通常とは異なるチューニングピンの設置方法が見られる。すなわち、ピンがこれを支えるレストプランクを貫通しているのである。この方法により、チューニングハンマーはレストプランクの上側で操作するが、弦はレストプランクの下側でピンに巻き取られるようになっている。この方式をとると、弦の張り替えが困難になる代わりに2つの利点が得られた。すなわち、ナット（フロント・ブリッジ）も同様に下側に取り付けられているため、ハンマーにより下から弦が打たれても、打弦の力は弦をナットから引き離すのではなく、逆にナットにしっかり押し付ける方向に働くのである。またインバーテッド・レストプランクは、弦を楽器の中深くに設置するため、ハンマーをより小さく、軽くすることができ、より軽く、反応のよいタッチを実現する。
楽器研究者のグラント・オブライエンによれば、インバーテッド・レストプランクはクリストフォリの没後150年経った時期のピアノにも見られるという。モダンピアノでは、弦の振動長のハンマーに近い接触点にアグラフかカポダストロバーを用いることで、ハンマーの打弦方向と反対に弦を引っ張り、クリストフォリがインバーテッド・レストプランクで実現したのと同種の効果を得ている。
響板
クリストフォリはサイプレス（Cupressus sempervirens）を響板に用いている。この木はイタリアのチェンバロ製作家に伝統的に好まれていた木である。クリストフォリの時代より後には、ピアノにはスプルースがもっとも好まれるようになっていくが、デンツィル・レイトはサイプレスのいくつかの利点について述べている。
弦
クリストフォリ・ピアノには、全音域で1音に2弦張られている。モダンピアノは中・高音域では3弦、上低音部では2弦、下低音部では1弦を張り、クリストフォリの時代よりも弦の太さが音域によって大きく違う。弦の間隔は一定で、同じ音ごとにグループにまとめるといったことはしていない。
3台のうち2台には、モダンピアノのウナ・コルダ（ソフト・ペダル）の原型に相当する機構が備わっている。奏者が手でアクション全体を4ミリメートル横にずらすことで、2弦のうち1弦だけを打弦するようにできるのである。
弦は同時代のチェンバロの弦よりもやや太い。これはハンマーの打撃に堪えるために充分な張力が必要であり、かつチェンバロとほぼ同じ弦長が必要であるという物理的な必要による。
クリストフォリのピアノに使われていた弦の素材を同定するのは難しい。弦は切れたら交換されるものであり、修復家によっては弦を全て取り換えてしまうからである。ポーレンズによると、古い博物館記録に従えば、発見当時は3台いずれもが、大部分はほぼ同じゲージの鉄弦、低音部では真鍮弦が張られていた。メトロポリタン美術館所蔵の楽器は1970年に全て真鍮弦に張り替えられている。ポーレンズによれば、この措置によって、短三度下げピッチよりも高いピッチに調律すると弦が切れてしまうという。このことからは、オリジナルの弦は鉄弦を含んでいた可能性が示唆されるものの、弦が破断するのは楽器の大幅な改造によって音域が変わってしまったことにも起因する可能性がある。
近年、クリストフォリ・ピアノのレプリカを製作しているデンツィル・レイトとトニー・チネリーは、クリストフォリは真鍮弦を好んでおり、よほど必要がない限り（チェンバロの2フィートストップの高音部など）鉄弦は使わなかったのではないかと推測している。チネリーはサイプレスの響板には真鍮弦が似合っており、音量や華やかさよりも響きの甘さがあるとしている。

### 音質
ヒストリカルなピアノの中で、クリストフォリの楽器の響きは、もっともチェンバロに近い。現代、比較的耳にする機会の多いウィーンスクールの18世紀後半のフォルテピアノと較べても、よりチェンバロに近い。

## 初期の反応
クリストフォリの発明が当初どのように受け止められたかについては、1711年にマッフェイがヴェネツィアの Giornale de' letterati d'Italia に発表した記事に部分的に見ることができる。マッフェイは「一部の専門家はこの発明が受けるべき充分な称賛を与えていない」と述べ、音が柔らかすぎ、鈍すぎるように受け止められていると続けている。クリストフォリは同時代のチェンバロと同等の音量を獲得することができていなかったのである。しかし、マッフェイ自身はピアノを高く評価しており、マッフェイの努力もあって、ピアノ自体も次第に普及し、人気を得ていくことになる。
初期の普及がゆっくりであった一つの要因には、製作に相当の費用がかかり、王族やごく限られた富裕層にしか購入できなかったという点がある。クリストフォリの発明が大々的な成功を収めるのは、1760年代になって、安価なスクエア・ピアノが発明され、同時期の社会の成長と相まって、多くの人が入手できるようになってからであった。
クリストフォリ以後のピアノにおける技術的発達は、少なからずクリストフォリの仕事の「再発明」に過ぎなかった。特に初期には、発展と同じくらい技術的後退もあったと考えられる。クリストフォリ以降のピアノの発展については、フォルテピアノおよびピアノを参照。

## 現存楽器
現存する10台の楽器がクリストフォリのオリジナルとされている。
- ピアノ3台（上述）。
- オーヴァル・スピネット2台。1690年製の楽器は2000年に再発見され、現在フィレンツェ・アカデミア美術館内の楽器博物館が所蔵。1693年の楽器はライプツィヒ大学楽器博物館所蔵。
- スピネットーネ1台。同じくライプツィヒ大学楽器博物館所蔵[11]。
- チェンバロ（17世紀）。エボニー製のケース。フィレンツェの楽器博物館所蔵。トニー・チネリーのサイトで画像が閲覧できる[12]。
- チェンバロ（1722年）。ライプツィヒ大学楽器博物館所蔵[11]。
- チェンバロ（1726年）。同上。この楽器は2フィートストップをもつ珍しいものである。ディスポジションは 1 x 8', 1 x 4', 1 x 2'[11]。
- もう1台詳細不明の楽器。

後期の楽器は、助手のジョヴァンニ・フェリーニの手も入っていると考えられる。フェリーニは師の没後、同じ基本設計を用いて音域のより広いピアノを製作した。

## クリストフォリの評価
クリストフォリは、ピアノの製作によって、生前より評価され、称賛されていたようである。彼の死に際して、メディチ家の宮廷のテオルボ奏者であったニッコロ・スズィエ（Niccolò Susier, 1679-1766）という人物は日記に次のように記している。
| 「 | 1731年［一月］27日。バルトロメオ・クリソファニ、別名バルトロ・パドヴァーノ没す。懐かしきもっとも高貴なるフェルディナンド大公子殿下に仕えた著名な楽器製作家であり、鍵盤楽器のすぐれた製作家であった。またピアノフォルテを発明し、この楽器はいまやヨーロッパ中に知られ、彼はポルトガル王陛下のために楽器を作り、陛下はこの楽器に200ルイ金貨支払った。81歳で没したという。［ポーレンズの英訳より重訳］ | 」 |

また作曲家ジョヴァンニ・マルティーニの蔵書中のある18世紀の著者不明の音楽辞典には、次のように記載されている。
| 「 | クリストフォリ・バルトロメオ、パドヴァ生まれ、フィレンツェ没。［中略］著名なチェンバロ製作家、過去の名人たちのすぐれた楽器を更によくできるほどのすぐれた修復家であり、またハンマーによるチェンバロの発明家。この楽器は弦をハンマーで叩き、また外からは見えない全く新しい楽器の内部構造によって、異なる質の音を奏でる［中略］彼はその庇護者で、大公コジモ3世の子、トスカーナ大公子フェルディナンド・デ・メディチのためにこれらのすぐれた楽器を作った。［ジュリアーナ・モンタナリの英訳より重訳］ | 」 |

しかしながら、その没後、クリストフォリの名声は失われた。ポーレンズが記すように、18世紀後半のフランスでは、ピアノはクリストフォリではなく、ドイツの製作家ゴットフリート・ジルバーマンが発明したと考えられていた。ジルバーマンはピアノの歴史にとって重要な人物ではあったが、その設計は完全にクリストフォリに基づいていた。19世紀後半の研究によって、ようやくこの誤解が徐々に解かれるようになった（特にレオ・プリティによるところが大きい）。
20世紀後半、古楽復興運動の中で、クリストフォリの楽器は綿密な調査を受けることとなった。クリストフォリの楽器を調査した研究者は、おおむねクリストフォリを絶賛している。例えば『ニューグローヴ世界音楽大事典』では「途方もない発明の才能」（"tremendous ingenuity"）を有していたと述べ、ポーレンズは「クリストフォリの楽器はどれも、その創意に驚愕させられる」（"All of Cristofori's work is startling in its ingenuity"）、グラント・オブライエンは、鍵盤楽器史上もっともすぐれた製作家でありアントニオ・ストラディヴァリと比肩すると評している。